# We are Seven
We Are Seven is een gedicht van de Engelse dichter William Wordsworth. Het werd voor het eerst gepubliceerd in de samen met Samuel Taylor Coleridge gepubliceerde bundel Lyrical Ballads, die in 1798 verscheen.
Het gedicht geeft een impressie van de ontmoeting die Wordsworth een aantal jaren daarvoor had gehad tijdens een wandeling, waarbij hij in gesprek raakte met een klein meisje. Merkwaardig genoeg is het feit dat hij de laatste strofen van het gedicht als eerste schreef. Thuisgekomen liet hij het lezen aan zijn vriend Coleridge en zijn zuster Dorothy, waarop zij gezamenlijk kwamen tot een begin van het gedicht.
Die gesuggereerde openingszin luidde: A little child, dear brother Jem, waarbij de naam Jem door Wordsworth later werd gewijzigd in Jim. De naam verwijst naar de bijnaam van een vriend van het gezelschap, James Tobin. Wordsworth veranderde ook het woord 'little' in 'simple'. In veel publicaties van het gedicht wordt deze openingszin overigens aangepast weergegeven in de vorm '--A Simple Child', waarbij de vermelding van Jim of Jem achterwege blijft.
A simple child, dear brother Jim,
That lightly draws its breath,
And feels its life in every limb,
What should it know of death?
Een opvallende bijzonderheid is dat het juist deze James Tobin was die tijdens de drukgang van Lyrical Ballads een proefdruk onder ogen kreeg, waarop hij Wordsworth adviseerde om dit gedicht niet op te nemen omdat het mogelijk zijn reputatie zou schaden. De dichter ging hier echter niet op in omdat hij het werk een kans wilde geven. Na de uiteindelijke publicatie ervan kreeg het in de pers inderdaad de nodige ironische kritieken, die erop neerkwamen dat de inhoud, met name wat betreft de observaties van het kleine meisje, wel erg vergezocht was. Diverse latere critici hebben dit bezwaar echter in perspectief weten te plaatsen.

## Inhoud
De dichter ontmoet een klein meisje en raakt met haar in gesprek. Hij vraagt haar met hoeveel kinderen zij thuis zijn, waarop zij vertelt dat ze met hun zevenen zijn. In het vervolg blijkt dat twee kinderen van het gezin in Wales verkeren, dat er twee op zee zijn en dat er twee, een broer en een zus, al zijn overleden. De laatste twee liggen begraven nabij het huisje waar zij en haar moeder wonen. De dichter kan de zienswijze van het meisje niet accepteren: als er twee zijn overleden, dan telt het gezin nog slechts vijf kinderen.
You run about, my little Maid,
Your limbs they are alive;
If two are in the church-yard laid,
Then ye are only five.
Het meisje blijft echter volhouden dat het gezin zeven kinderen telt en dat de overleden kinderen daar nog steeds bij horen. Ondanks herhaald aandringen van de dichter blijft zij bij haar zienswijze:
"How many are you, then," said I,
"If they two are in heaven?"
Quick was the little Maid's reply,
"O Master! we are seven."
"But they are dead; those two are dead!
Their spirits are in heaven!"
'Twas throwing words away; for still
The little Maid would have her will,
And said, "Nay, we are seven!"